# Physiologue de l'exercice
Le terme physiologue de l'exercice, ou physiologiste de l'exercice, vient du grec ancien  φύσις, phýsis (« nature »), et λόγος, logos (« étude »), et regroupe les spécialistes, aux profils variés, de la physiologie de l'exercice physique.

## Présentation
Le terme « physiologue de l’exercice » est présent dans les mœurs et est bien défini dans le paysage anglophone : Voir Exercise physiology. Les sources pertinentes se retrouvent ainsi principalement en langue anglaise. Il s’agit en particulier, pour les États-Unis et l’Australie, d’une profession de santé connexe et jouissant d’une identité professionnelle propre et en essor, mais différenciée de celle de « physiotherapist », c’est-à-dire de « kinésithérapeute » pour la France, pour lesquels les notions de thérapie manuelle ou de rééducation en situation pathologique de par leur appartenance à la sphère paramédicale, restent centrales. Les similitudes sont significatives dans la mesure où le physiologue de l’exercice et le physiothérapeute, utilisent des outils communs dans l’évaluation, la prévention et éventuellement le traitement de diverses problématiques d’ordre physique. A savoir les deux éléments qui déterminent le cœur de l’activité du physiologue de l’exercice :
- les Activités Physiques Adaptées de Santé (APAS). Ces activités physiques adaptées de santé sont l’outil de prédilection du physiologue de l’exercice, en tant que moyen de prévention et de soulagement des douleurs, quand bien même leurs interventions se situent, dans ou hors du champ paramédical. La frontière reste extrêmement ténue, notamment en fonction de la formation et des affinités du physiologue de l’exercice. Ces outils au service de la prévention voire du soulagement des douleurs sont utilisés au quotidien par le professionnel, ceci notamment, dans la prise en charge des Troubles Musculosquelettiques.
- Les Activités Physiques Adaptées (APA). Moins directement associées au champ pathologique, les Activités Physiques Adaptées s’exercent de façon générale, en vue du maintien d’une bonne santé, d’un reconditionnement (réentrainement) à l’effort, voire d’une recherche de performance (voir physiologie sportive). Elles sont parallèlement reconnues en tant que levier actif, en faveur d’une réduction de la mortalité associée à une meilleure qualité de vie[2] face aux affections cardiovasculaire et rhumatismale.

Sorties du caractère concret de ces Activités Physiques Adaptées, les modalités de pratique et les formations des professionnels qui exercent en France ou à l’international présentent des spécificités fortes, ne permettant pas une transposition de la définition d’ « exercise physiologist » au contexte français.

## Sport, santé ou pathologie, de quoi parle-t-on?
Lorsque l’accent est mis sur les notions de santé et de pathologie, une acceptation plus spécifique apparaît chez certains auteurs anglophones en tant que « health exercise physiologist » ou « clinical exercise physiologist »,.
Ce distinguo entre performance ou question de santé voire problématiques pathologiques, en physiologie de l’exercice, peut être appréhendée d’après de nombreux modèles. Le Laboratoire de Biologie de l’Exercice pour la Performance et la Santé (Université d’Evry Val d’Essonne) propose depuis janvier 2020, trois axes. « Homme entraîné » ; « Homme fatigué » ; « Homme blessé ».
Entre rupture sémantique et idée de transversalité, un large champ d’action apparaît dans la fonction de physiologue de l’exercice. D'autres modèles existent: nombreux, un examen distinct doit en être l'objet.
Le versant touchant à la santé bénéficie d’une attention croissante : les activités physiques associées à cette notion de santé étant particulièrement plébiscitées par les autorités compétentes, notamment en raison du constat de dégradation des indicateurs de santé en France.

## Formations en France: qui sont les physiologues de l’exercice?
Des professionnels de différents horizons exploitent dans leur activité quotidienne ces outils (APA et APAS), et pourraient donc se revendiquer physiologues ou physiologistes de l'exercice. Ceci non pas dans un contexte d’absence d’accréditation en la matière, mais face à la pluralité des diplômes et certifications qui s’en réclament.
- Les kinésithérapeutes, utilisent régulièrement les Activités Physiques Adaptées de Santé en tant qu’outils à visée curative pour leurs patients. Ils jouissent de compétences spécifiques ainsi que d’une reconnaissance administrative en matière de prise en charge dans un contexte pathologique, leurs patients bénéficiant généralement d’un remboursement des séances par la sécurité sociale.
- Les titulaires de l’Unité de Formation et de Recherche en Sciences et Techniques des Activités Physiques et Sportives (UFR STAPS) profitent d’une expertise particulière, notamment via les mentions Activité Physique Adaptée et Santé (APA-S), Éducation et Motricité, (EM)Entraînement Sportif (ES). Ils sont titulaires d’une Licence, d’un Master, voire d’un Doctorat universitaire. Ceci leur permet d’occuper une place centrale dans le secteur de la recherche avec près d’une quarantaine d’universités.
- L’éducateur sportif est titulaire d’un Brevet Professionnel de la Jeunesse, de l’Éducation Populaire et du Sport (BPJEPS). Les mentions enseignées peuvent être les Activités Physiques pour Tous, les Activités de la Forme, Activités Physiques pour Tous à dominante Sport et Santé (liste non-exhaustive). S’ils se revendiquent parfois « professionnels de la santé ou professionnels de la bonne santé » dans leur communication, il convient de les distinguer des « professionnels de santé » (médecins, etc.) dépendant des sphères médicale ou paramédicale. Ils concentrent des compétences diversifiées en matière d’activités physiques et sont présents dans de multiples cadres ainsi qu’au contact d’une population particulièrement hétéroclite.
- Le médecin du sport. Orienter ses patients vers les mouvements adaptés à visée préventive et curative constitue l’un des sous-chapitres de son exercice. Il est titulaire d’un diplôme d’études spécialisées complémentaires de médecine du sport de deux ans qui suit le diplôme d’études spécialisées obtenu à la fin de l’internat. Il dispose d’une autorité diagnostique, aujourd’hui partagée avec le kinésithérapeute pour lequel il rédige d’ailleurs les ordonnances.
- Parmi les médecins, il convient de citer le médecin spécialisé en rhumatologie. Les Activités Physiques Adaptés constituant une pratique émergente de son activité[6].
- Les ostéopathes, proposent de la même façon, des solutions en termes d’Activités Physiques Adaptées de Santé à destination de leurs patients[7]. Leur apport, d’un professionnel à l’autre, peut être très différencié, tant les enseignements diffèrent entre les écoles, en France ou à l’international.

Le cadre d’exercice et la nature des compétences des physiologues de l'exercice, utilisateurs des Activités Physiques Adaptées ou des Activités Physiques Adaptées de Santé apparaissent riches et variés. S’ils ont ainsi en commun, un éventail de connaissances à propos du corps humain et des intérêts des Activités Physiques Adaptées de Santé sur la physiologie de l’homme en mouvement, il convient de noter que d’importantes différences existent entre ces acteurs de la santé tel que le volume horaire par matière lors des formations, ou le niveau de qualification (allant de I à IV).
De par leurs spécificités, les identités diffèrent, tant en matière de connaissance que d’action. Le physiologue de l’exercice, caractérisé par ses compétences spécifiques, rencontre pourtant des publics variés. Les besoins spécifiques des pratiquants ou des patients apparaissant tout autant dans les salles de sport que dans les cabinets de santé. Aussi, l’étendue des prérogatives de l’un ne s’observe sans un regard à la fois collégial et bienfaisant sur les prérogatives de l’autre, notion axiale de la caractérisation du physiologue de l’exercice.

## Reconnaissance et accréditation
L'exercice de la profession de physiologue de l’exercice ne bénéficie pas, en France, d’une reconnaissance à part entière, la pluralité des formations composant le paysage français. La question des réalités de santé sur le terrain fait débat. La reconnaissance acquise de la profession de physiologue de l’exercice s’observe à l’international et profite de contours identifiables. A titre d’exemple, les physiologistes de l'exercice en Australie doivent être accrédités par Exercise and Sports Science Australia (ESSA). Les États-Unis dépendent quant à eux, de l’ American college of sport medecine. Cette reconnaissance distingue trois spécialisations, à savoir, Personal Trainer, Group Exercise instructor et Exercise physiologist. Au sein de la francophonie, c’est auprès de la Société canadienne de physiologie de l'exercice (SCPE) que se rencontrent les physiologistes de l’exercice, en tant que spécialistes de la condition physique, de la performance et de la santé. Les difficultés relatives à la question de la reconnaissance en France, s'illustre particulièrement dans le choix et l’emploi des termes employés : Le physiologue de l’exercice, éducateur sportif par exemple, sera responsable de la prise en charge de pratiquants, alors que le physiologue de l'exercice kinésithérapeute ou le médecin du sport aura la gestion de patients. Sur le terrain, la frontière reste bien mince, tant l’exercice ne peut se défaire des difficultés individuelles, éventuellement d’ordre pathologique, qu’il s’agisse de la personne âgée, du sportif de haut-niveau ou de tout à chacun. L'ensemble des intervenants évolue ainsi de fait, en lien avec des questions de santé, éventuellement pathologiques. Un second exemple s’intéresse aux termes réadaptation et rééducation. Les Activités Physiques Adaptées et plus spécifiquement les Activités Physiques Adaptées de Santé peuvent participer, dans les réalités de terrain, aux objectifs de rééducation ou de réadaptation, quels que soient leurs cadres d’exercice. L’emploi de ces termes, en matière de communication légale, reste néanmoins la prérogative du médecin et du kinésithérapeute. Le physiologue de l’exercice évolue à la fois dans le respect et le dépassement de ces clivages, étant caractérisé par la mise en avant des transversalités et complémentarités existantes entre les diverses pratiques professionnelles en matière d’Activités Physiques Adaptées ou d’Activités Physiques Adaptées de Santé.

## Le physiologue de l’exercice et la santé
La physiologie de l’exercice-santé peut être considéré comme une section de la physiologie de l’exercice. Elle s’intéresse aux liens entre activités physiques adaptées de santé (APAS) et problématiques physio-pathologiques, avec pour mission l’évaluation (anamnèse) de chaque situation afin de prévenir voire de traiter ces problèmes. Cette anamnèse ou bilan initial reste la prérogative du médecin ou du kinésithérapeute. Elle étudie et adopte à titre d’exemple, une stratégie préventive face aux impacts du manque d’activité associés à des risques cardiovasculaires, en d’autres mots dans l’appréhension du processus de déconditionnement à l’effort.
Le physiologue de l’exercice est ainsi capable d’identifier et de communiquer la meilleure réponse possible au cas-par-cas. Cette capacité à individualiser ses propositions d’exercice pour l’élaboration d’une stratégie pertinente, présuppose des connaissances solides spécifiques en matière de physiologie, d’anatomie, de biomécanique, de connaissance des activités physiques.
Elle suppose aussi et surtout un acte conjoint entre les physiologues de l’exercice, professionnels de santé et non-professionnels de santé, dans l’élaboration, la validation jusqu’à l’application de terrain de ces stratégies.
Les réponses, adaptatives, sont riches et variées : de la prescription d’un cours d'exercices de fitness, de rééducation en cabinet paramédical, de Pilates ou de Yoga pour les plus connus, de routines d'exercices à domicile ou d’un programme très ciblé en salle de sport. Dans ce contexte, les physiologues de l’exercices inquiets des bonnes pratiques, orientent leurs pratiquants et patients vers les solutions les plus adaptées à leur situation spécifique. Selon l’Agence Régionale de Santé et le ministère de la Ville, de la Jeunesse et des Sports, la nécessité du développement des bonnes pratiques et de la promotion des Activités Physiques Adaptées de Santé concerne particulièrement les personnes caractérisées par lesbesoins particuliers énumérés ci-après :	Âgée de plus de 65 ans, à domicile et en établissement, handicapée (déficience motrice ou intellectuelle), porteuse de pathologies chroniques (diabète, obésité, maladies cardiovasculaires), souffrant ou ayant souffert d'un cancer, en situation de précarité.

## Un champ de recherche plébiscité
La physiologie de l’exercice à forte connotation de santé, se distingue en tant que discipline de recherche qui appréhende les performances physiques humaines et au sein de laquelle, l'exercice quoi qu’assimilé à une forme de médicament,, reste finalement un moyen, voire une thérapeutique non-médicamenteuse. Ce champ de recherche occupe une place de choix en France dans le cadre de la faculté de médecine. Il est depuis peu investi par les kinésithérapeutes s’orientant vers un doctorat en Sciences de la Vie et de la Santé et historiquement par les étudiants, Professeurs et Maîtres de Conférence de l'Unité de Formation et de Recherche en Sciences et Techniques des Activités Physiques et Sportives optant pour la mention Activités physiques Adaptées et Santé (liste non-exhaustive).
Lorsque l'on considère la physiologie de l'exercice ne se centrant pas sur des problématiques d’ordre pathologique, l’Unité de Formation et de Recherche en Sciences et Techniques des Activités Physiques et Sportives, à travers ses laboratoires universitaires génère de nombreuses publications. Ces publications constituent un potentiel de ressources informationnelles pour le physiologue de l'exercice dans et hors des champs médical et paramédical, aucune sphère n’échappant aux problématiques de santé. La question de la collégialité de terrain entre les physiologues de l’exercice se pose.

## L'enjeu de la coopération: des acteurs-santé complémentaires
La dimension coopérative entre les physiologues de l’exercice appartenant aux sphères médicales, paramédicales et ceux provenant d’autres formations ne se manifeste encore que peu en France.
A titre d’exemple, l’opportunité pour certains physiologues de santé tels que les éducateurs sportifs, les titulaires d’une licence de l'UFR STAPS mention APA (liste non-exhaustive) de prendre en charge des patients reconnus atteint d’une Affection de Longue Durée reste en réalité marginale, car non couverte par un remboursement de la Sécurité Sociale. Le bénéfice de ces prises en charge est aujourd’hui connu et publié. Dès lors, l’auto-financement de séances par les particuliers pour leur santé via les activités physiques semble être une orientation mais peine à entrer dans les mœurs. Parallèlement, l’entreprise, est davantage mise face à ses responsabilités sociétales dans la prise en compte du capital santé via l’exercice physique, les Troubles Musculosquelettiques étant responsable de 91 à 98% des maladies professionnelles selon des secteurs. Les enjeux associés à ces chiffres sont à la fois ceux de l’économie et de la qualité de vie. L’emploi adéquat des Activités Physiques Adaptées de Santé, vecteur d’autonomie et de considérations individuelles est un levier encore sous-utilisé.
Si les prérogatives respectives des physiologues de l’exercice sont souvent bien connues et parfois revendiquées, les dimensions complémentaire et transversale de leurs pratiques et des espaces qu’elles occupent peinent à être citées. Dépasser les corporatismes, savoir caractériser au mieux les pratiques professionnelles dans l’intérêt des publics abordés, et surtout, travailler à l’élaboration de modèles normés communs devient dès lors, le fondement de la description du physiologue de l’exercice.